# Sveriges förbundskapten i bandy
Sveriges förbundskapten i bandy är en heltidsanställd idrottsledare och tränare för Sveriges bandylandslaget. Svenska Bandyförbundet inrättade förbundskaptensposten år 1961. Innan dess hade tränare utsetts för varje landskamp eller turnering. I Sverige finns två förbundskaptener i bandy, en för herrlandslaget och en för damlandslaget.

## Sveriges förbundskaptener
(Kaptensbytena sker vanligtvis mellan bandysäsongerna.)

### Herrlandslaget
- 1961–65 – Torsten Tegbäck
- 1965–68 – Uno Wennerholm
- 1968–73 – Walter Jagbrant
- 1973–75 – Curt Einarsson
- 1975–77 – Matz Allan Johansson
- 1977–85 – Håkan Sundin
- 1985–86 – Bengt Eriksson
- 1986–87 – Peder Emanuelsson
- 1987–89 – Curt Einarsson
- 1989–93 – Rolf Käck
- 1993–94 – Torbjörn Ek
- 1993–95 – Leif Klingborg
- 1995–99 – Stefan Karlsson
- 1999–05 – Kenth Hultqvist
- 2005–09 – Anders Jacobsson
- 2009–13 – Franco Bergman
- 2013–15 – Jonas Claesson
- 2015–19 – Svenne Olsson
- 2019–2022 Micke Carlsson
- 2022- Mattias Sjöholm

Källor: 

### Förbundskaptener för svenska damlandslaget
- 1975–1992 – Ann Elefalk, Hägersten
- Hans Bergman, Sandviken
- 1994–2000 – Hans Jeppsson, Stockholm
- 2000–02 – Miska Suves, Stockholm
- 2002–04 – Jens Alftin, Bollnäs
- 2004–08 – Roger Jakobsson, Enebyberg
- 2008–12 – Oscar Pettersson, Sollentuna
- 2012–13 – Jörgen Fröberg och Håkan Larsson
- 2013–14 – Jörgen Fröberg, Härnösand
- 2014–16 – Anna Jepson och Anna Lundin
- 2016–Magnus Nordin

Källor: 